# Paul Preuß (Botaniker)
Paul Rudolph Preuß (* 12. November 1861 in Thorn, Königreich Preußen; † 19. Dezember 1926) war ein deutscher Botaniker und Forschungsreisender. Er erwarb sich große Verdienste durch Pflanzensammlungen in Zentral- und Südamerika und Südasien sowie insbesondere durch seine botanische Arbeit in der damaligen deutschen Kolonie Kamerun. Ab 1905 amtierte er als Direktor der Neuguinea-Kompagnie. Darüber hinaus war er für mehr als zwei Jahrzehnte Vorstandsmitglied des Kolonialwirtschaftlichen Komitees.
Sein botanisches Autorenkürzel lautet „P.Preuss“.

## Leben

### Herkunft und Ausbildung
Paul Preuß entstammte dem alteingesessenen Thorner Patriziergeschlecht Preuß. Er kam 1861 in der Stadt Thorn zur Welt, die damals in der preußischen Provinz Westpreußen lag und etwa 13.500 Einwohner hatte. Zunächst besuchte er das Thorner Realgymnasium. Anschließend immatrikulierte er sich an der Albertus-Universität Königsberg und studierte zwischen 1880 und 1884 Chemie sowie beschreibende Naturwissenschaften mit Schwerpunkt auf der Botanik. 1885 wurde er an der Friedrich-Wilhelms-Universität in Berlin mit der Dissertation Die Beziehungen zwischen dem anatomischen Bau und der physiologischen Funktion der Blattstiele und Gelenkpolster promoviert.
In der Folge leistete er bis 1886 seinen verpflichtenden Wehrdienst ab.

### Berufliche Karriere
Bereits während seines Studiums arbeitete Preuß zwei Jahre lang für den Preußischen Botanischen Verein und bereiste in dessen Auftrag einige Kreise Ost- und Westpreußens, um die Flora zu erforschen.
Im November 1886 brach er zu einer Studienreise in die britische Kolonie Sierra Leone auf, deren hauptsächlicher Zweck in der Zusammenstellung botanischer und entomologischer Sammlungen lag. 1888 reiste er weiter in die deutsche Kolonie Kamerun. Dort traf er auf Eugen Zintgraff, schloss sich dessen Expedition nach Kumba an und ließ sich in der Barombi-Station nieder. Nach beinahe dreijährigem Aufenthalt in Westafrika kehrte er 1889 nach Deutschland zurück.
Allerdings trat umgehend das Auswärtige Amt an ihn heran und gewährte ihm eine Festanstellung für wissenschaftliche Forschungen in Kamerun. Daher reiste er 1890 erneut dorthin und wurde – als Urlaubsvertretung Zintgraffs – zum Verwalter der Barombi-Station bestimmt. Ihm oblagen die botanische Erschließung des nördlichen Hinterlandes, meteorologische Beobachtungen und die Fortsetzung zoologischer Sammlungen. Nach Zintgraffs Rückkehr erforschte Preuß für zehn Monate eigenverantwortlich die Botanik am Kamerunberg. Diese Tätigkeit endete jäh, als Karl von Gravenreuth im November 1891 bei einer Militärexpedition gegen die Ortschaft Buea fiel und auch dessen Stellvertreter schwer verwundet wurde. Preuß lebte in Buea und hatte sich während der vorangegangenen Monate mit den Einheimischen arrangiert. Nun oblag es aber ihm, den Trupp sicher zurück zur Küste zu führen.
In der Folge betraute man ihn noch 1891 mit der Aufgabe, den von Gouverneur Julius von Soden in Victoria angelegten kleinen botanischen Garten zu einer Versuchspflanzung zu erweitern. Durch die Anpflanzung sämtlicher Kultur- und Nutzpflanzen der alten und der neuen Welt sollten die Fruchtbarkeit des kamerunischen Bodens getestet und die Rentabilität etwaiger Plantagen untersucht werden. Darüber hinaus wurde Preuß zeitgleich zum stellvertretenden Bezirksamtmann ernannt – ein Posten, den er bis 1895 innehaben sollte. Nachdem er Mitte 1892 nach Deutschland in den Urlaub gefahren war, kehrte er 1893 als nunmehr amtlicher Direktor des botanischen Gartens nach Victoria zurück. Ende desselben Jahres nahm er an der Niederschlagung des Dahomey-Aufstandes teil und im Dezember 1894 beteiligte er sich am Feldzug der Polizeitruppe unter Hans Dominik gegen Buea. Schließlich weilte Preuß ab Januar 1896 wieder in Victoria und widmete sich von nun an ausschließlich der naturwissenschaftlichen Pflege des botanischen Gartens sowie der Erforschung und Vermessung der ackerwirtschaftlich aussichtsreichen Gebiete am Kamerunberg. Zwischen Juni 1899 und Juli 1900 unternahm er – mit Erlaubnis des Auswärtigen Amtes und finanziert vom Kolonialwirtschaftlichen Komitee – eine ausgedehnte Studienreise nach Zentral- und Südamerika. Dabei besuchte er unter anderem Mexiko, Nicaragua, El Salvador, Guatemala, Kuba, Jamaika, Ecuador und Venezuela. Ergebnis der Reise war eine umfangreiche Sammlung an Früchten, Samen und Pflanzen, denen zukünftiges wirtschaftliches Potential beigemessen wurde.
1902 trat Preuß von seinem Posten als Direktor des botanischen Gartens von Victoria zurück und schied aus dem Reichsdienst aus. Wenig später erhielt er eine Anstellung bei der Neuguinea-Kompagnie und zwischen 1903 und 1904 führte ihn eine weitere botanische Forschungsreise in die britische Kolonie Ceylon, in die niederländische Kolonie Java sowie nach Deutsch-Neuguinea. Mit Wirkung zum 1. Juni 1905 wurde er als Nachfolger von Karl Lauterbach zu einem der beiden Direktoren der Neuguinea-Kompagnie ernannt. Dabei oblag ihm vor allem die landwirtschaftlich-wissenschaftliche Leitung, während Carl von Beck als kaufmännischer Direktor amtierte. Preuß unternahm in der Folge alle zwei Jahre Reisen nach Deutsch-Neuguinea und auf die umliegenden Inseln, um die Pflanzungen der Gesellschaft zu inspizieren. Er war maßgeblich verantwortlich für die Einführung des Sisal- und Kakao-Anbaus in der Kolonie. Seinen Posten als Direktor hatte er mindestens bis Ende des Ersten Weltkrieges inne. Auch danach „wirkte er dann unermüdlich für das Gedeihen der neuen Pflanzungsunternehmungen dieser Gesellschalt in verschiedenen überseeischen Gebieten.“

## Auszeichnungen
Preuß erhielt in den 1880er Jahren mehrfach Stipendien des Coppernicus-Vereins für Wissenschaft und Kunst zu Thorn zugesprochen:
- 1880: Stipendium „auf Grund einer Abhandlung über die Winde, ihre Entstehung und Beschaffenheit“[7]
- 1881: Stipendium für seine Abhandlung „Die Morphologie der Knospen unserer Laubbäume im Winterzustande“[8]
- 1883: Stipendium „für seine Zusammenstellung der interessanten Pflanzen in den Kreisen Thorn und Kulm“[9]
- 1884: Stipendium „mit einer Abhandlung über die Blattstiele dikotyler Laubhölzer“[10]
- 1885: Stipendium für seine Dissertation[11]

Ab 1892 wurden darüber hinaus von Fachkollegen zahlreiche, hauptsächlich in Westafrika anzutreffende, Organismen nach Paul Preuß benannt – zehn Pflanzenarten, sechs Vogelarten, drei Säugetierarten, darunter der Preuss-Stummelaffe (Piliocolobus preussi), und jeweils eine Amphibien- und Reptilien sowie eine Pflanzengattung.

## Publikationen (Auswahl)
Monographien

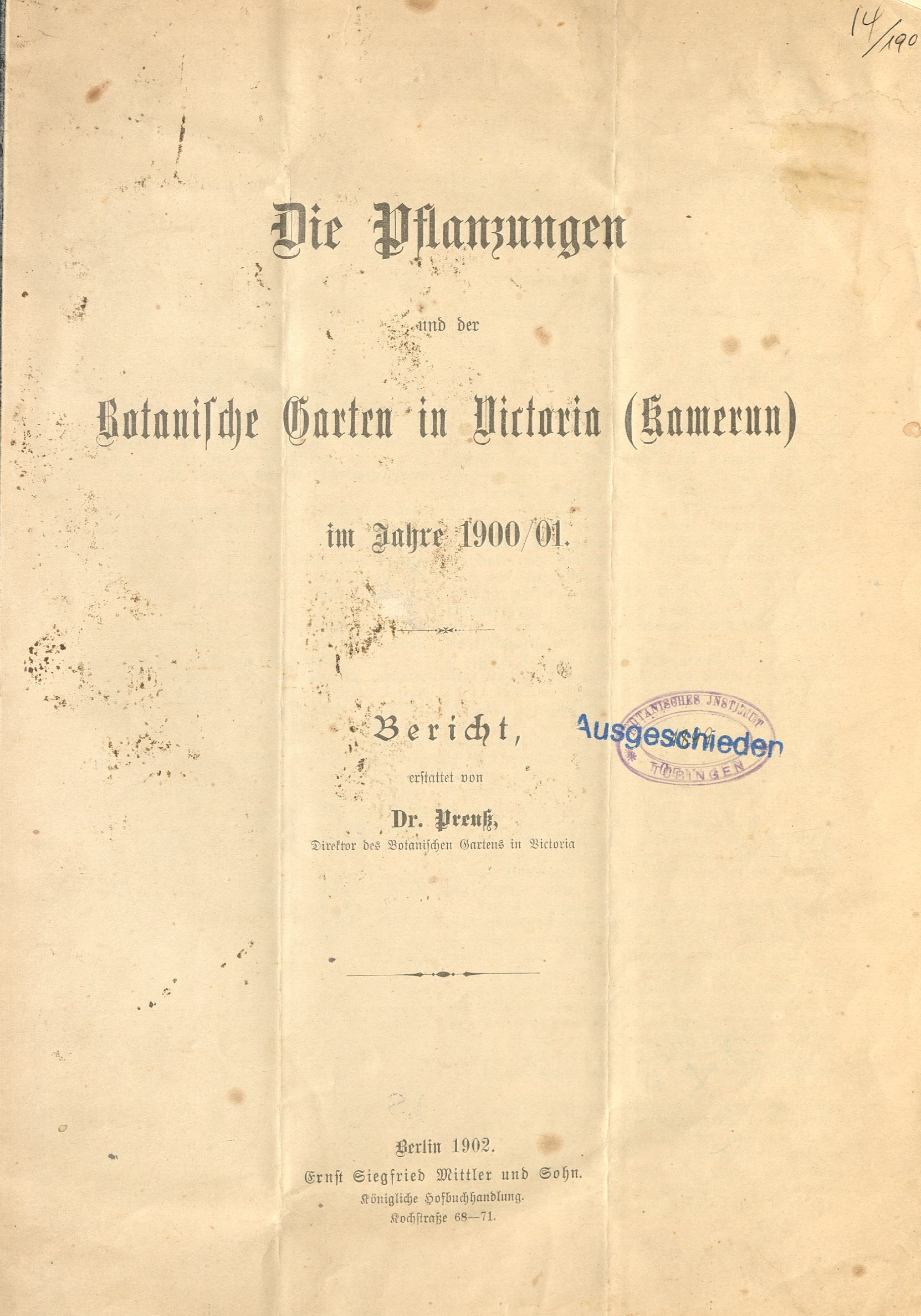
Die Pflanzungen und der Botanische Garten in Victoria (1902)

- Paul Preuß: Expedition nach Central- und Süd-Amerika 1899/1900. Verlag des Kolonial-Wirtschaftlichen Komitees, Berlin, 1901.
- Paul Preuß: Die Pflanzungen und der Botanische Garten in Victoria (Kamerun) im Jahre 1900/01. E. S. Mittler & Sohn, Berlin, 1902.
- Paul Preuß: Über Kakaobau und andere Plantagenkulturen auf Samoa. Verlag des Kolonial-Wirtschaftlichen Komitees, Berlin, 1907.
- Paul Preuß: Die Kokospalme und ihre Kultur. Dietrich Reimer Verlag, Berlin, 1911.

Fachaufsätze
- Paul Preuß: Über Kautschukpflanzen und Kickxia africana in Victoria (Kamerun). In: Der Tropenpflanzer – Zeitschrift für tropische Landwirtschaft. Band 2, № 7, 1898, Seiten 201–209.
- Paul Preuß: Über Ausnutzung und Anbau von Kautschukpflanzen in Kamerun. In: Der Tropenpflanzer – Zeitschrift für tropische Landwirtschaft. Band 3, № 1, 1899, Seiten 15–20.
- Paul Preuß: Die Kultur der von der botanischen Centralstelle in Berlin stammenden Nutzpflanzen in dem botanischen Garten von Viktoria-Kamerun. In: Notizblatt des Königlichen Botanischen Gartens und Museums zu Berlin. Band 29, 1902, Seiten 198–213.
- Paul Preuß: Die Wirtschaftliche Bedeutung der Oelpalme. In: Der Tropenpflanzer – Zeitschrift für tropische Landwirtschaft. Band 6, 1902, Seiten 450–476.
- Paul Preuß: Über Pflanzenschädlinge in Kamerun. In: Der Tropenpflanzer – Zeitschrift für tropische Landwirtschaft. Band 7, № 8, 1903, Seiten 345–361.
- Paul Preuß: Über Kautschuk- und Guttaperchakultur in deutschen Kolonien. In: Der Tropenpflanzer – Zeitschrift für tropische Landwirtschaft. Band 9, № 6, 1905, Seiten 297–307.
- Paul Preuß: Die pflanzlichen Ausfuhrprodukte Neu-Guineas. In: Der Tropenpflanzer – Zeitschrift für tropische Landwirtschaft. Band 13, № 7, 1909, Seiten 327–331.
- Paul Preuß: Über Schädlinge der Kokospalme. In: Der Tropenpflanzer – Zeitschrift für tropische Landwirtschaft. Band 15, 1911, Seiten 59–91.
- Paul Preuß: Paradiesvogeljagd in Neuguinea. In: Deutsche Kolonial-Zeitung. 1912, Seiten 793–194 & 808–809.
- Paul Preuß: Wirtschaftliche Werte in den deutschen Südseekolonien. In: Der Tropenpflanzer – Zeitschrift für tropische Landwirtschaft. Band 19, 1916, Seiten 441–456 [Digitalisat Teil 1: Biodiversity Heritage Library] & 491–514 [Digitalisat Teil 2: Internet Archive] & 539–561. [Digitalisat Teil 3: Internet Archive]
- Paul Preuß: Die Kokospalme in Niederländisch-Indien. In: Der Tropenpflanzer – Zeitschrift für tropische Landwirtschaft. Band 22, № 6, 1919, Seiten 169–187.
- Paul Preuß: Über maschinelle Einrichtungen in Kokospalmenplantagen. In: Der Tropenpflanzer – Zeitschrift für tropische Landwirtschaft. Band 25, 1922, Seiten 1–16.
- Paul Preuß: Über „Reife“ und Trocknung des Kakaos. In: Der Tropenpflanzer – Zeitschrift für tropische Landwirtschaft. Band 27, 1924, Seiten 11–20.
- Paul Preuß: Zur Biologie der Kokospalme. In: Der Tropenpflanzer – Zeitschrift für tropische Landwirtschaft. Band 27, 1924, Seiten 128–132.
- Paul Preuß: Zum Charakterbilde der Kokospalme. In: Der Tropenpflanzer – Zeitschrift für tropische Landwirtschaft. Band 28, 1925, Seiten 111–128 & 160–169.
- Paul Preuß: Über die Zukunft der Kokoskultur und Kokosfaserbereitung. In: Der Tropenpflanzer – Zeitschrift für tropische Landwirtschaft. Band 29, 1926, Seiten 211–222.
- Paul Preuß: Die Aufbereitung des Kakaos. In: Der Tropenpflanzer – Zeitschrift für tropische Landwirtschaft. Band 29, 1926, Seiten 343–350.